# Edward Zolowski
Edward Zolowski (ur. 11 maja 1934 w Skrzyszowie, zm. 30 czerwca 1994  w Lubzinie) – polski poeta regionalny związany ze Skrzyszowem.

## Biografia
Urodził się w 1934 roku w Skrzyszowie. Po ukończeniu szkoły podstawowej w rodzinnej wsi uczęszczał do Liceum Ogólnokształcącego im. Tadeusza Kościuszki w Ropczycach. Po maturze podjął pracę w Prezydium Powiatowej Rady Narodowej w Dębicy. Z powodu trudnej sytuacji materialnej był zmuszony przerwać rozpoczęte studia na Uniwersytecie Jagiellońskim.
Po powrocie do rodzinnej wsi był przewodniczącym Zarządu Powiatowego Związku Młodzieży Wiejskiej w Ropczycach. Krótko zatrudniony był w Wydziale Rolnictwa Prezydium Powiatowej Rady Narodowej w Ropczycach i Zakładzie Tworzyw Sztucznych w Pustkowie. Od 1963 roku pracował w Powiatowym Domu Kultury w Sędziszowie Małopolskim.
W 1957 roku zadebiutował jako poeta na łamach tygodnika „Zarzewie” (choć zdaniem Jerzego Pleśniarowicza, autora antologii „Wiersze z rzeszowskiego”, miejscem druku pierwszego wiersza był „Widnokrąg”). Utwory publikował m.in. w „Nowinach Rzeszowskich”, „Życiu Literackim” i „Zielonym Sztandarze”. Za osiągnięcia w pracy otrzymał wiele nagród i odznaczeń. W 1994 roku zginął w wypadku drogowym w Lubzinie. Pochowany został na cmentarzu parafialnym w Skrzyszowie.
Pozostawił po sobie kilkaset utworów, które częściowo ukazały się drukiem m.in. w zbiorze „Słowa wyorane z ziemi” (Rzeszów 1995) oraz „Zwierzenia liryczne” wydane w 2014 roku przez rzeszowską Agencję Wydawniczą JOTA.
Jest patronem Wiejskiego Domu Kultury w Skrzyszowie.